# Riformatori dello Studio di Padova
I Riformatori dello Studio di Padova, conosciuti anche come Riformatori allo Studio di Padova, erano tre magistrati della Repubblica di Venezia con l'incarico di amministrare l'istruzione. Creati nel 1517 all'indomani della Guerra della Lega di Cambrai, acquisirono nel corso dei secoli la competenza su tutti i livelli dell'istruzione e sulle biblioteche di Venezia e Padova. Loro compito era, inoltre, quello di autorizzare la pubblicazione dei libri in tutto il territorio della Repubblica.

## Storia della magistratura
Fondato nel 1222, l'Ateneo patavino passò sotto l'amministrazione veneziana quando Venezia annesse Padova nel 1405.
L'amministrazione veneziana, che era inizialmente in capo ad un nobile con il titolo di rettore, venne momentaneamente sospesa nel 1509 a seguito della breve occupazione di Padova da parte delle truppe francesi e imperiali. Il 21 febbraio 1517, il Senato veneziano - o Pregadi - diede mandato al Pien Collegio di riaprire l'Ateneo. Al fine di gestire la ricostruzione successiva alla guerra, l'assunzione di nuovi professori e altre incombenze, vennero scelti tre magistrati con il titolo, appunto, di Riformatori dello Studio di Padova. Nel 1528, si deliberò che i Riformatori divenissero un'istituzione permanente del Senato, responsabile dell'istruzione.
In quanto magistratura senatoria, i Riformatori avevano diritto di presentare parti - leggi - in Senato sulle materie di loro competenza, ma non avevano la possibilità di giudicare questioni legali che avessero pertinenza con la vita accademica, ambito sul quale aveva giurisdizione il Consiglio dei Dieci.
Le loro competenze vennero progressivamente estese alla presidenza dell'Università di Padova, sugli Studi e sulle Scuole di Venezia in generale - compresa l'Accademia dei Nobili alla Giudecca -, all'assegnazione delle cattedre, la gestione delle biblioteche pubbliche - per esempio quella di San Marco -, e lo stretto controllo della pubblicazione dei libri circolanti nei territori della Serenissima.